# Järvsjön (Åsele socken, Lappland)
Järvsjön är en sjö i Åsele kommun i Lappland och ingår i Ångermanälvens huvudavrinningsområde. Sjön har en area på 0,344 kvadratkilometer och ligger 450,9 meter över havet.

## Delavrinningsområde
Järvsjön ingår i det delavrinningsområde (712600-156700) som SMHI kallar för Utloppet av Sängsjön. Medelhöjden är 438 meter över havet och ytan är 54,83 kvadratkilometer. Det finns inga avrinningsområden uppströms utan avrinningsområdet är högsta punkten. Kvarnån som avvattnar avrinningsområdet har biflödesordning 3, vilket innebär att vattnet flödar genom totalt 3 vattendrag innan det når havet efter 204 kilometer. Avrinningsområdet består mestadels av skog (65 procent). Avrinningsområdet har 12,49 kvadratkilometer vattenytor vilket ger det en sjöprocent på 22,8 procent.